# Wielki schimnik

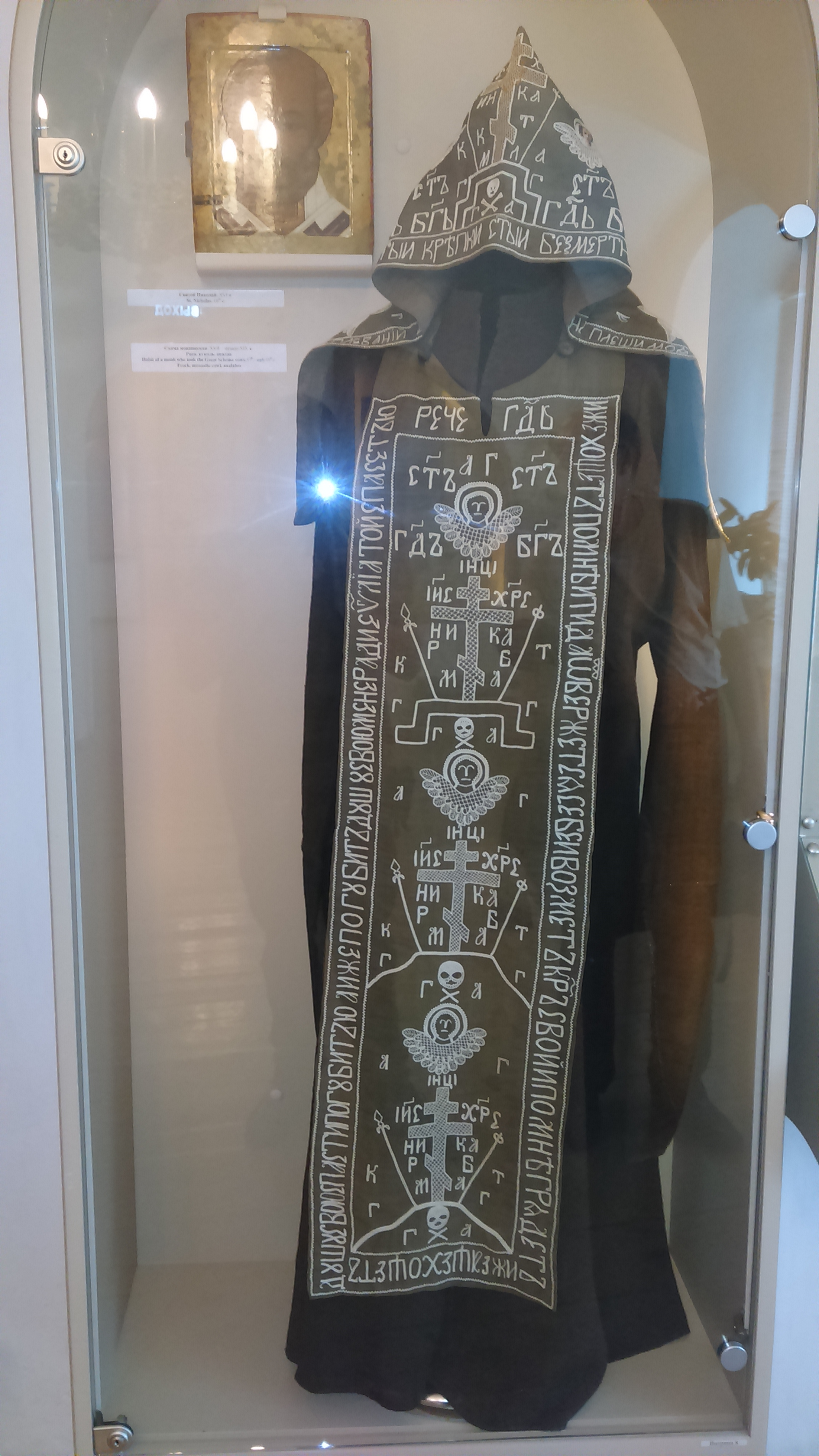
Szata wielkiego schimnika. Eksponat muzealny na kremlu w Suzdal.

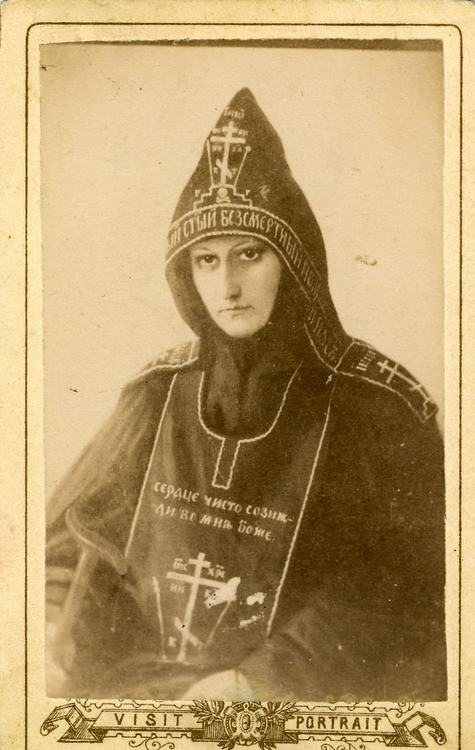
Zofia (Bołotowa) w szacie wielkiego schimnika

Wielki schimnik – mnich prawosławny, który został postrzyżony na trzeci stopień zakonny. Wielki schimnik jest zwolniony ze wszystkich obowiązków monasterskich, ale jednocześnie nie może on opuszczać terenu klasztoru. Do jego obowiązków należy nieustanna modlitwa.
Szaty wielkiego schimnika to: riasa, anaław, kukol, mantija, sznur modlitewny (czotki), pas oraz chiton.